# I. e. 304
Évszázadok: i. e. 5. század – i. e. 4. század – i. e. 3. század
Évtizedek: i. e. 350-es évek – i. e. 340-es évek – i. e. 330-as évek – i. e. 320-as évek – i. e. 310-es évek – i. e. 300-as évek – i. e. 290-es évek – i. e. 280-as évek – i. e. 270-es évek – i. e. 260-as évek – i. e. 250-es évek
Évek: i. e. 309 – i. e. 308 – i. e. 307 – i. e. 306 –  i. e. 305 – i. e. 304 – i. e. 303 – i. e. 302 – i. e. 301 – i. e. 300 – i. e. 299

## Események

### Kis-Ázsia és Görögország
- Démétriosz Poliorkétész új módszereket használ Rodosz ostrománál, többek között megépíti a 40 m magas, 20 m széles, és 180 tonnás, Helepolisz nevű ostromtornyot. Innovációi ellenére egy év után kénytelen feladni az ostromot. Apja, Antigonosz békét köt a rodosziakkal, akik vállalják hogy szövetségesei lesznek, de Ptolemaiosz ellen nem hajlandóak harcolni. A rodosziak a Helepolisz és a többi ostromeszköz romjaiból később megépítik a rodoszi Kolosszust.
- Kasszandrosz ostrom alá veszi Athént. Démétriosz felszabadítja a várost és kiűzi Kasszandroszt Közép-Görögországból.

### Itália
- A szicíliai Szürakuszaiban Agathoklész felveszi a királyi címet. Hatalma kiterjed Dél-Itáliára is, egészen az Adriáig.
- Rómában Publius Sempronius Sophust és Publius Sulpicius Saverriót választják consulnak. A szamniszok békét kérnek és véget ér a második szamnisz háború.
- A szamniszok korábbi támogatása miatt a rómaiak hadat üzennek az aequusoknak. Azok városaikba húzódnak, de a rómaiak sorra foglalják el és rombolják le őket, majdnem kiirtva az aequusok népét.[1]

### India
- Csandragupta legyőzi az Indiába benyomuló Szeleukoszt.

## Születések
- Asóka, a Maurja Birodalom uralkodója
- Eraszisztratosz, görög orvos

## Fordítás
- Ez a szócikk részben vagy egészben  a(z)   304 BC című angol Wikipédia-szócikk ezen változatának fordításán alapul.  Az eredeti cikk szerkesztőit annak laptörténete sorolja fel. Ez a jelzés csupán a megfogalmazás eredetét és a szerzői jogokat jelzi, nem szolgál a cikkben szereplő információk forrásmegjelöléseként.